# Осипенко Юхим Якович
Юхим Якович Осипенко (9 жовтня 1884 — † ?) — сотник Армії УНР.

## Біографія
Народився у с. Сугдинка Козелецького повіту Чернігівської губернії.
З 1914 р. служив у 166-му піхотному Рівненському полку, у складі якого брав участь у Першій світовій війні. Був нагороджений Георгіївською зброєю (27 січня 1917, за бій 1 липня 1916). Останнє звання у російській армії — штабс-капітан.
З 20 лютого 1918 р. — комендант станції Маневичі. З середини лютого 1919 р. до ліквідації  Корпусу Січових стрільців (6 грудня 1919 р.) був незмінним командиром 2-го пішого полку Січових стрільців (з середини липня — 29-го Січового) Дієвої армії УНР.
З 29 жовтня 1920 р. — командир 37-го стрілецького куреня 5-ї Херсонської стрілецької дивізії Армії УНР. Подальша доля невідома.